# Selva di Cadore
Selva di Cadore (Selva de Ciadore o solo Sélva in ladino) è un comune italiano di 500 abitanti della provincia di Belluno in Veneto.
Situata in val Fiorentina, nell'alto Agordino, è oggi un'importante stazione turistica estiva e invernale. 
Gli impianti di risalita del monte Fertazza che partono dalla località di Pescul consentono di accedere in estate e inverno al suggestivo punto panoramico della cima del Monte Fertazza (2.101 m) e sono collegati con le piste da sci di Alleghe e Val di Zoldo, e più in generale dell'intero consorzio sciistico Ski Civetta, a sua volta parte del network Dolomiti Superski.
Da Selva si può raggiungere il Passo Giau dove si trova la seggiovia che dal Rifugio Fedare si collega così con il Rifugio Averau e le piste da sci ai piedi delle Cinque Torri.

## Geografia fisica
Il comune di Selva di Cadore si trova nella valle del torrente Fiorentina, affluente del Cordevole (tributario del Piave).
Selva è delimitata
- a est dal Monte Pelmo e
- dal Monte Crot,
- a sud dalla Cima Fertazza,
- a nord dal Monte Cernera.

## Storia

### Origini
L'importante ritrovamento archeologico della sepoltura del Cacciatore de Mondeval de Sora attesta come il territorio fosse frequentato da cacciatori-raccoglitori sin dal mesolitico.

### Antichità ed età romana
Verso la fine del I millennio a.C. la valle cominciò ad animarsi non più soltanto di cacciatori ma anche di pastori. Greggi sempre più numerosi cominciarono a percorrere le zone più alte della vallata, dove c'erano abbondanti pascoli: dal Passo Giau a Mondeval de Sora, da Possedera e Fertazza alle zone di Staulanza, Forada e Forcella Roan. Tutti pastori probabilmente che venivano dalla zona del Cadore, già abitato da alcuni secoli. Questa provenienza trova un riscontro nell'appartenenza, dalla fine del primo secolo avanti Cristo, del territorio di Selva al Municipium romano di Julium Carnicum, e ha una prova storica inequivocabile nelle iscrizioni rupestri del monte Civetta, del Coldai e del Col Davagnin, proprio sul monte Fertazza.
Queste iscrizioni sono costituite dalle parole "FIN BEL IVL"; "fin" significa "fines", cioè "confini"; "bel" è l'abbreviazione di "bellunati" cioè degli appartenenti al Municipium romano di Bellunum e "iul" è l'abbreviazione di "iulienses" cioè degli appartenenti al Municipium romano di Julium Carnicum. Tutta la Val Fiorentina, quindi, comprendendo anche il territorio verso il Civetta, era assegnato allo sfruttamento dei pascoli da parte dei contadini cadorini.
La situazione durò così per tutto il primo millennio, fino all'epoca alto-medioevale, quando avvennero alcuni fatti nuovi.

### Il medioevo
Verso il 1000 d.C. a Selva di Cadore si è intensificata la presenza dell'uomo: non soltanto più cacciatori e pastori, ma anche boscaioli e ricercatori di minerali (ferro e piombo). Tutta questa gente, proveniente dalla Val Boite, portò nella Val Fiorentina alcuni insediamenti stagionali (durante le stagioni primaverili ed estive principalmente) che col tempo, attorno al XII sec. circa, si trasformarono in insediamenti stabili. Da allora, l'intera vallata, cominciò a trasformarsi per l'attività che l'uomo esercitava.
Dapprima gli insediamenti, perlopiù legati alla pastorizia, erano con tutta probabilità del tipo "malga e abitazione" ed erano posti in zone climaticamente protette e provviste d'acqua.
In queste zone (Pescul, Toffol, Marin) si cominciò a fare delle radure, tagliando il bosco ed utilizzando il legname per costruire le stalle e le abitazioni. Le prime zone furono appunto quelle più vicine al Cadore (Pescul), poi via via le altre località fino a raggiungere Villa e Fiorentina. Dapprima gli insediamenti erano piccoli, i cui componenti, per il privilegio di rimanere tutto l'anno, pagavano alle regole di Mondeval e di Festornigo di San Vito di Cadore, proprietarie dell'intera Val Fiorentina. Via via la presenza umana si intensificò e fu necessario intensificare l'attività agricola, concentrando le abitazioni in "vile" (centri abitati) per non sottrarre spazio ai pascoli e alle coltivazioni di cereali e fava. Lo sviluppo del paese si ebbe solo nel versante da Est ad Ovest (ad eccezione di Fiorentina) per permettere un'esposizione prolungata del sole anche nei lunghi periodi invernali.

### L'età moderna
A partire dal XIV secolo alle attività agro-silvo-pastorali si aggiunsero le attività artigianali e "industriali". Si cominciò a sfruttare le miniere del Fursil nel vicino territorio di Colle Santa Lucia. Queste attività comportarono una notevole immigrazione e l'avvio di nuove attività come i carbonai e i fabbri con l'avvio di una fonderia. L'aumento costante della popolazione, costrinse la popolazione a coltivare fino a 1600 metri di altitudine e si falciavano i prati per produrre fieno (indispensabile per nutrire il bestiame durante l'inverno) fino a 2000 metri.
Fu proprio durante questo periodo che ci fu anche un sostanziale sviluppo di strade e ponti nella vallata.

### Il Novecento
Al principio del XX secolo cessarono le attività legate allo sfruttamento delle miniere, seguirono poi gli avvenimenti bellici delle due guerre che coinvolsero in modo particolare la comunità (Selva di Cadore era infatti il confine dello Stato Italiano con prima l'Impero Austroungarico e poi con la Germania). La difficile situazione economica della prima metà del secolo portò a forti fenomeni di emigrazione di massa.
Dagli anni '60, con l'avvento del turismo, l'assetto della comunità cambio in modo deciso. Fu proprio in quegli anni che nacquero le prime locande e poi i primi alberghi.

### Gli anni Duemila
Oggi, due terzi della popolazione vive principalmente di turismo estivo e invernale, tuttavia esistono ancora alcune aziende agricole che producono formaggio e miele, in particolare nei pressi del Passo di Giau.
Selva di Cadore appare strategica nell'ipotesi di creazione di un collegamento sciistico tra Alleghe, Cortina d'Ampezzo e Arabba, tuttavia tale progetto incontra molte opinioni contrarie .

### La tempesta Vaia
Anche il territorio di Selva di Cadore è stato colpito dalla tempesta Vaia, che ha provocato molti danni in numerose località di montagna della provincia di Belluno .
Nonostante i danni, tuttavia, Selva di Cadore è stata in grado di organizzarsi per la stagione invernale 2018/2019 .

### L'emergenza Covid-19
Come tutte le località turistiche, anche Selva di Cadore ha risentito dell'emergenza da Coronavirus iniziata a marzo 2020 e delle restrizioni decise dal governo italiano, che si sono rese necessarie per arginare la diffusione dell'epidemia . 
La situazione anomala, peraltro, è coincisa con un inverno 2020 caratterizzato da nevicate intense e frequenti.

## Monumenti e luoghi d'interesse

### Chiesa di Selva di Cadore
Una prima chiesa dedicata a San Lorenzo martire (protettore dei carbonai) è citata  nel 1234. L'attuale, consacrata nel 1438, ha sostituito la precedente, utilizzata poi come oratorio dei Battuti. Nel 1852 è stata ampliata, ed è la più grande della valle. L'altar maggiore  contiene una pala  del 1490 di Antonio Rosso e l'abside è pregevolmente affrescata dal 1544. Altre pitture sono del Frigimelica il vecchio. Il campanile a guglia ghibellina, alto 57 m. è stato ricostruito nel 1909.

### Chiesa di Santa Fosca

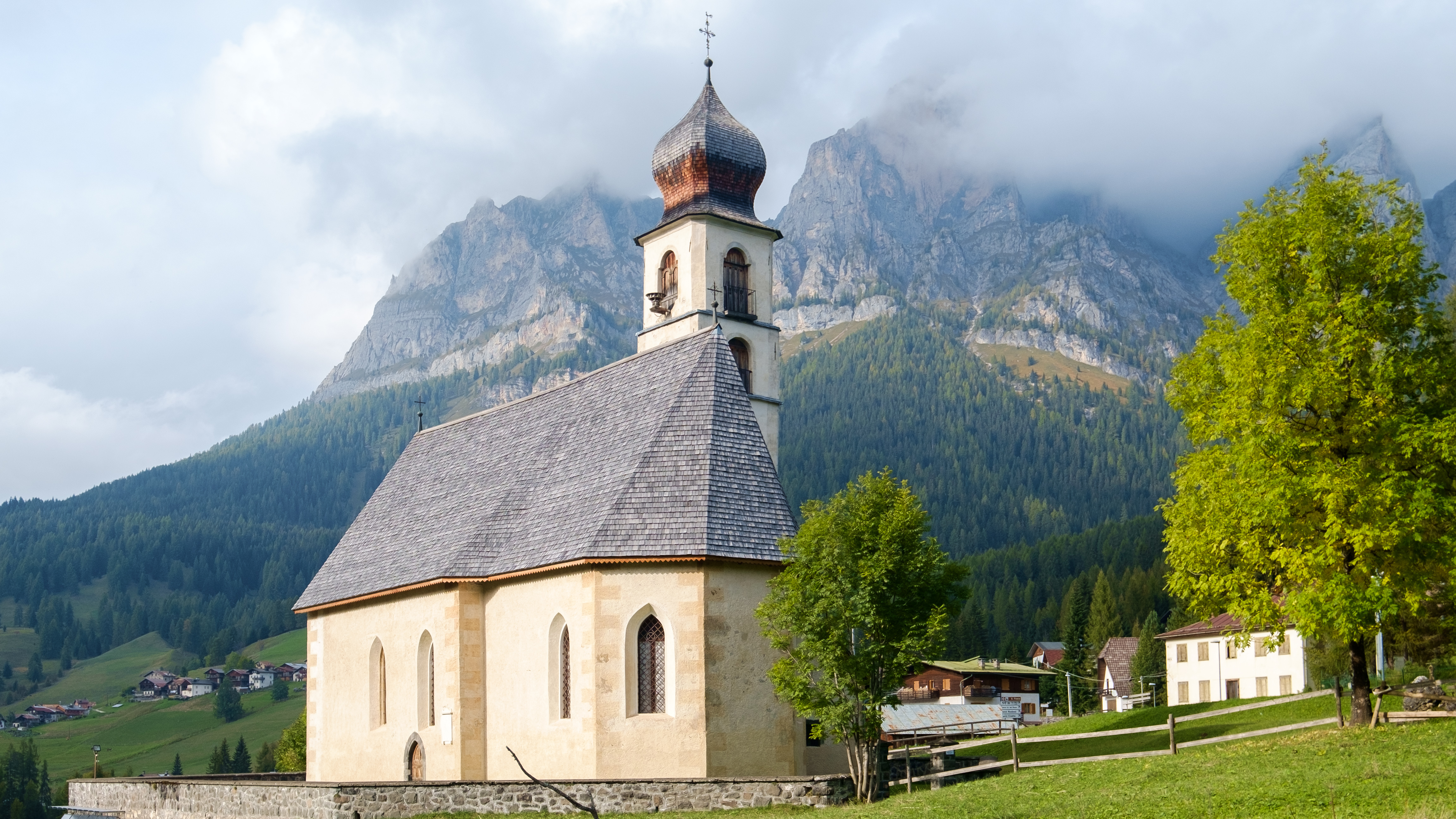
Chiesa di Santa Fosca

È la seconda chiesa più importante della vallata, in stile gotico alpino, ricostruita dalle fondamenta e consacrata nel 1438 e recentemente restaurata, contiene ancora tutti i suoi preziosi decori e affreschi. Della precedente chiesa, sempre dedicata a Santa Fosca, si ha notizia nel 1286. In particolare, la chiesa è nota per la presenza di un tabernacolo in legno realizzato dallo scultore Andrea Brustolon.
Poco distante dalla chiesa si trova il piccolo cimitero di Santa Fosca, dove riposa Giuseppe Mazzotti insieme alla moglie Nerina Cretier.

### Altre chiese- monumenti
- Chiesetta della Madonna della Neve a ricordo dei caduti della frana del 1917.
- Monumento ai caduti delle guerre
- Chiesa di San Rocco
- Chiesetta di Sant'Osvaldo
- Museo Vigili del Fuoco

### Borgo di L'Andria
Situato al di sopra del centro abitato di Santa Fosca, in una zona soleggiata, troviamo l'antico borgo di L'Andria, anticamente denominata Somaselva.
Passeggiando per la stradina principale possiamo ammirare gli antichi fienili, le barconele e un'antica chiesetta dedicata a Sant'Osvaldo.

### Borgo di Pescul
Situato in prossimità dell'inizio del passo Staulanza, è noto a molti per la partenza delle seggiovie che portano al punto panoramico di Cima Fertazza e sono collegate al Comprensorio Ski Civetta. Il borgo contiene case antiche e una piccola chiesa, dedicata a San Rocco.

### Altri borghi e luoghi
- Piera de l'Auta
- Lago delle Baste
- Madonnina Bianca del Monte Fertazza
- Sito archeologico preistorico di Mondeval
- Sito neolitico di Mandriz
- Sentiero n. 569
- Strada dei Siori
- Passeggiata Giro delle Malghe

### Rifugi e malghe
- Malga Pien de Vacia
- Malga Fontanafreda
- Rifugio Sabe
- Rifugio Aquileia

### Impianti di risalita
Nel 1982 è nato il Comprensorio Sciistico del Civetta, collegando gli impianti sciistici di Selva di Cadore, già operativi dal 1978, alle stazioni di Alleghe e Zoldo. Dalla stagione 1993/94 lo Ski Civetta fa parte del Dolomiti Superski. Dispone di 80 km di piste da sci con un totale di 25 impianti. Questi collegano fra di loro Alleghe, Selva di Cadore e Palafavera in Val di Zoldo in estate ed in inverno.
D'estate gli impianti di risalita facilitano l'accesso ai rifugi ed al suggestivo punto panoramico sulle Dolomiti Unesco situato sulla Cima del monte Fertazza (2.101 m).

## Società

### Evoluzione demografica
Abitanti censiti

Secondo il censimento del 2001, la popolazione era, nelle varie località, così ripartita:
- Selva, 197 ab.;
- Santa Fosca, 142 ab.;
- Pescul, 74 ab.;
- L'Andria, 66 ab.;
- Costa, 44 ab.;
- Bernart, 28 ab.;
- Franceschin, 4 ab.;
- case sparse, 8 ab.

### Lingue e dialetti
A Selva di Cadore si parla ancora oggi un dialetto ladino. Tra le persone più anziane si possono ancora sentire modi di dire in pura lingua ladina e per non dimenticare del tutto questi modi di dire l'istituto ladino della vallata ha pubblicato un libro per trasmettere alle generazioni future una piccola fetta della loro storia.

### Gastronomia e prodotti tipici
I prodotti tipici della valle sono caratteristici del territorio montuoso della provincia di Belluno e della comunità agordina. In particolare spiccano i formaggi vaccini e caprini delle aziende agricole presenti ai piedi del Passo Giau, a Pien de Vacia o presso il Passo Staulanza.
Altri prodotti molto diffusi sono il miele e la carne macinata denominata pastin.

## Cultura

### Musei

#### Museo dei Vigili del fuoco
A Selva di Cadore, nella frazione di Santa Fosca, si trova un piccolo museo che ricostruisce la storia dei destuda fuoch, cioè i Vigili del Fuoco volontari. All'interno si possono trovare varie fotografie che testimoniano la solidarietà tra i paesani un tempo, nonché le attrezzature utilizzate in passato.

#### Museo Vittorino Cazzetta
Dedicato all'escursionista locale Vittorino Cazzetta e realizzato con il contributo di numerosi esperti di montagna e di archeologia tra cui il Prof. Giuliano Palmieri, insegnante del Liceo ginnasio statale Antonio Canova di Treviso. Tra i principali reperti esposti il museo ospita lo scheletro dell'Uomo di Mondeval, che fu trovato nel 1987 sul Mondeval dallo stesso Cazzetta in una sepoltura mesolitica intatta, risalente a 7500 anni prima, insieme ad un ricco corredo funebre. Oltre allo scheletro il Museo offre la preziosa collezione paleontologica che riproduce le tracce di dinosauro presenti sul monte Pelmetto, insieme a rarissimi reperti fossili. Un'ultima sezione, al piano più alto dell'edificio, è dedicata alla storia della Val Fiorentina con reperti del periodo eneolitico, romani, paleoveneti e una preziosa raccolta di pergamene antiche. Alla fine del percorso il visitatore trova una pannellatura relativa alle miniere e ai forni legati al Fursil ed alla Via della Vena di Colle Santa Lucia.
Il museo dispone di una sala convegni che ospita incontri culturali ed eventi di diverso tipo nel corso dell'anno.

## Amministrazione
| Periodo          | Periodo          | Primo cittadino          | Partito                             | Carica                  | Note   |
| ---------------- | ---------------- | ------------------------ | ----------------------------------- | ----------------------- | ------ |
| 5 luglio 1988    | 12 giugno 1993   | Giuseppe Romanelli       | DC                                  | Sindaco                 | [ 11 ] |
| 12 giugno 1993   | 28 aprile 1997   | Giuseppe Romanelli       | DC                                  | Sindaco                 | [ 12 ] |
| 28 aprile 1997   | 14 maggio 2001   | Agostino Magi            | lista civica                        | Sindaco                 | [ 13 ] |
| 14 maggio 2001   | 30 maggio 2006   | [Agostino Magi           | lista civica Insieme per migliorare | Sindaco                 | [ 14 ] |
| 30 maggio 2006   | 16 maggio 2011   | Ivano Lorenzo Dall'Acqua | lista civica Apriamoci al futuro    | Sindaco                 | [ 15 ] |
| 16 maggio 2011   | 6 giugno 2016    | Ivano Lorenzo Dall'Acqua | lista civica Apriamoci al futuro    | Sindaco                 | [ 16 ] |
| 6 giugno 2016    | 11 dicembre 2020 | Silvia Cestaro           | lista civica La nostra valle        | Sindaco                 |        |
| 11 dicembre 2020 | 4 ottobre 2021   | Paola De Palma           |                                     | Commissario prefettizio |        |
| 4 ottobre 2021   | in carica        | Luca Lorenzini           | lista civica Selva c'è!             | Sindaco                 |        |

### Altre informazioni amministrative
Come in altre località del Bellunese, anche a Selva di Cadore sono attive alcune regole; si tratta, nello specifico, della Regola di Pescul, della Magnifica Regola di Selva e Pescul di Cadore e della Regola delle Quattro Regole di Vila, Ru, Piciola e Granda.
Sul finire dell'Ottocento una serie di provvedimenti amministrativi innescarono una certa polemica, in quanto non rendevano conto delle radici del comune, da sempre legato al Cadore e non al Bellunese (e, più specificamente, all'Agordino): dapprima fu cambiata la denominazione da "Selva" a "Selva Bellunese", quindi fu staccato dal Collegio elettorale di Pieve di Cadore per passare a quello di Belluno; infine, su iniziativa dell'on. Roberto Paganini, fu aggregato al mandamento di Agordo (1895). L'odierna denominazione, più precisa dal punto di vista storico, fu ufficializzata nel 1903 su richiesta dello stesso consiglio comunale.

## Turismo
Nel 1982 è nato il Comprensorio Sciistico del Civetta, che dalla stagione 1993/94 fa parte del Dolomiti Superski.
Dispone di 80 km di piste da sci (due delle quali arrivano direttamente in paese) con un totale di 25 impianti. Questi collegano fra di loro Alleghe, Selva di Cadore e Palafavera in Val di Zoldo.
Selva di Cadore è collegata al comprensorio tramite una seggiovia che parte dalla frazione di Pescul e che facilita l'accesso ai ristori Belvedere e Fertazza, nonché al punto panoramico sulle Dolomiti UNESCO di Cima Fertazza (m. 2.101). Questi impianti di risalita e le loro rispettive piste fanno inoltre parte del Giro della Grande Guerra.
Selva di Cadore dispone di una scuola sci, che ha la propria sede nella frazione di Santa Fosca.